# Unión Nacional (Argentina)
Unión Nacional fue un partido político argentino transversal creado en 1909, con la idea de superar las divisiones partidarias, integrado por personalidades provenientes de diversas ideologías y partidos de derecha y de centro, que compartían una postura antirroquista, que impulsó la candidatura de Roque Sáenz Peña, del Partido Autonomista pellegrinista-sin pertenecer formalmente a la UN-, en las elecciones presidenciales de Argentina de 1910, las últimas elecciones en las que se utilizó el sistema de voto cantado. La Unión Nacional buscó obtener también mayoría en el Congreso para poder aprobar una ley que garantizara el sufragio universal masculino, directo, obligatorio y secreto. Esto finalmente se logró en febrero de 1912 y, para las siguientes elecciones legislativas, las primeras bajo el sistema del voto secreto, la coalición se disolvió.
El partido estuvo liderado por Ricardo Lavalle, como presidente, un influyente banquero estatal y estanciero pampeano-bonaerense, de bajo perfil político partidario. El vicepresidente primero fue Vicente Casares, destacado empresario de la industria láctea (propietario de La Martona) y presidente el año anterior del Partido Autonomista pellegrinista. El vicepresidente segundo fue Juan M. Garro, proveniente de la Unión Cívica Radical y que había sido hasta el año anterior decano de la Facultad de Derecho y Ciencias Sociales de la Universidad de Buenos Aires. Vicepresidente tercero fue José María Rosa (padre), proveniente del Partido Autonomista Nacional, que había sido ministro de Hacienda de Roca y volvería a serlo de Sáenz Peña. Vicepresidente cuarto fue Benigno Rodríguez Jurado, proveniente también del Partido Autonomista Federal, caudillo político de la provincia de San Luis controlada históricamente por su familia. El partido contó también en sus filas a políticos católicos como Indalecio Gómez (que sería ministro del Interior de Sáenz Peña y protagonista de la reforma electoral), Joaquín Maria Cullen, Emilio Lamarca, Manuel Carlés (quién luego lideraría la Liga Patriótica Argentina) y Arturo Mateo Bas. Otros miembros influyentes de la Unión Nacional fueron Federico Pinedo (padre) (exintendente de Buenos Aires y seguidor del caudillo conservador bonaerense Marcelino Ugarte), y Joaquín Samuel de Anchorena (miembro de la influyente familia Anchorena, proveniente del Partido Autonomista Nacional, que sería presidente de la Sociedad Rural Argentina).

## Resultados electorales
| Año  | Fórmula          | Fórmula               | Voto popular | Voto popular | Voto electoral | Voto electoral  | Resultado | Nota |
| Año  | Presidente       | Vicepresidente        | votos        | %            | votos          | %               | Resultado | Nota |
| ---- | ---------------- | --------------------- | ------------ | ------------ | -------------- | --------------- | --------- | ---- |
| 1910 | Roque Sáenz Peña | Victorino de la Plaza | Sin datos    | Sin datos    | 265/266        | \| \| 99.6 % \| | electo    |      |
|      | 99.6 %           |                       |              |              |                |                 |           |      |